# 오직 사랑하는 이들만이 살아남는다
《오직 사랑하는 이들만이 살아남는다》(Only Lovers Left Alive)는 2013년 공개된 미국의 로맨틱 드라마 영화이다.

## 줄거리
수 세기 동안 결혼 생활을 이어온 두 뱀파이어, 애덤과 이브는 지구 반대편에서 서로 다른 삶을 살고 있다. 애덤은 낡은 악기들이 가득한 디트로이트의 빅토리아풍 집에서 류트를 연주하며, 이브는 책으로 둘러싸인 탕헤르의 침실에서 깨어난다. 현대 사회의 오염된 환경 때문에 인간의 피를 직접 마시는 대신, 그들은 '좋은 것'을 공급해주는 현지 공급업체에 의존한다. 유명 음악가인 애덤은 정체를 숨기기 위해 '닥터 파우스트'라는 가명으로 변장해 혈액 은행을 찾아 '닥터 왓슨'에게 돈을 주고 귀한 O형 음성 혈액을 얻는다. 이브는 1593년에 죽음을 위장하고 지금은 보호를 받는 옛 친구이자 작가인 크리스토퍼 말로에게 의지한다.
수많은 유명 음악가와 과학자들에게 영향을 주었음에도 불구하고, 애덤은 점점 더 위축되고 자살 충동을 느낀다. 그의 음악을 통해 다시 연결되고 싶은 욕망은 세상에 알려질 위험과 그가 '좀비'라고 부르는 부패하고 어리석은 인간에 대한 경멸과 상충된다. 그는 빈티지 악기를 수집하며, 낡은 스튜디오 장비로 밤마다 작곡하고 현대 세계의 상태를 한탄한다. 그는 순진한 음악 팬인 이안에게 빈티지 기타와 여러 골동품, 그리고 자살에 사용할 나무 총알을 구해달라고 부탁한다. 애덤은 수년간 얻은 과학 지식을 바탕으로 니콜라 테슬라가 개척한 기술로 집과 스포츠카를 움직인다. 은둔 생활은 그의 음악가로서의 신비감을 더하지만, 집 앞까지 찾아온 열성 팬들 때문에 괴로워한다. 이안은 애덤이 다른 곳에 산다는 소문을 퍼뜨려 팬들을 쫓아내겠다고 약속한다.
이브는 애덤이 우울하다는 것을 알아채고 그를 위로하기 위해 디트로이트로 온다. 이브가 도착한 직후, 애덤은 피를 구하러 나가고, 이브는 침대 밑에서 나무 총알이 있는 권총을 발견한다. 뱀파이어 감각으로 그 총알이 새것임을 알게 된 이브는 걱정한다. 애덤이 돌아오자 이브는 그를 꾸짖으며, 그가 세상의 좋은 것들과 그들의 관계를 즐기고 감사할 기회를 낭비하고 있다고 질책한다. 그들은 디트로이트의 텅 빈 거리를 돌아다니며 음악을 듣고 체스를 둔다. 하지만 이들의 평화는 이브의 여동생 아바의 등장으로 깨진다. 아바는 그들의 비축된 '좋은 것'을 게걸스럽게 먹어치운다. 흥미를 갈망하는 아바는 이안과 함께 클럽에 가자고 설득하고, 그곳에서 그들은 애덤의 음악을 연주하는 밴드 화이트 힐스를 듣는다. 아바는 피를 채운 플라스크를 몰래 가져와 이안에게 한 모금 권하지만, 애덤은 초능력적인 속도로 낚아채고 그들을 떠나게 한다. 새벽이 되기 전, 아바는 이안의 피를 너무 많이 마셔 살해하고 애덤은 그녀를 집에서 쫓아낸다.
애덤과 이브는 버려진 공장의 산성 웅덩이에 이안의 시체를 처리한다. 이안의 살인과 애덤 팬들의 재등장은 그 커플로 하여금 비행기에 가지고 갈 수 있는 것만 챙겨 탕헤르로 서둘러 돌아가게 만든다. 극심한 허기에 지친 그들은 말로를 찾아가지만, 그들의 오랜 친구이자 스승이 오염된 피를 잘못 마셔 독살당했다는 것을 알게 된다. 그들은 셰익스피어의 대부분 작품을 썼다는 그의 오랜 속임수를 놀린 후, 말로가 죽기 전에 그의 창작품에 대한 영감을 제공한다. 마지막 남은 '좋은 것' 한 병을 들고 거리로 돌아온다. 이브가 애덤의 돈을 가져가 선물을 사 오겠다고 약속하자, 그는 근처 클럽에서 레바논 가수 야스민 함단이 부르는 매혹적인 노래에 사로잡힌다. 이브는 아름다운 우드를 들고 나타나고, 그들은 그럴듯한 죽음을 숙고하며 함께 앉아 젊은 연인들이 키스하는 것을 발견한다. "우리에겐 선택의 여지가 없어" 애덤은 말한다. "그래도 난 여자를 얻겠어."

## 배역
- 톰 히들스턴 - 애덤 역
- 틸다 스윈턴 - 이브 역
- 미아 바시코프스카 - 에바 역
- 존 허트 - 말로 역
- 안톤 옐친 - 이언 역
- 제프리 라이트 - 왓슨 역
- 슬리마네 다지 - 빌랄 역
- 야스민 함단 - 야스민 역